# AvaI
AvaI是一種发现於細菌多变鱼腥藻（Anabaena variabilis）的限制酶，与发现于地芽胞杆菌属细菌（Geobacillus stearothermophilus）的BsoBI为同裂酶，它们的识别序列为：
```
5'CYCGRG
3'GRGCYC
```

其中Y为任意嘧啶，R为任意嘌呤，切割产生的粘性末端为：
```
5'---C     YCGRG---3'
3'---GRGCY     C---5'
```